# Hexatoma pieli
Hexatoma pieli är en tvåvingeart som beskrevs av Alexander 1937. Hexatoma pieli ingår i släktet Hexatoma och familjen småharkrankar. Inga underarter finns listade i Catalogue of Life.